# 圣康坦莱马赖
圣康坦莱马赖（法語：Saint-Quentin-les-Marais，法語發音：[sɛ̃ kɑ̃tɛ̃ le maʁɛ]）是法国马恩省的一个市镇，属于维特里勒弗朗索瓦区。

## 地理
圣康坦莱马赖（48°46'52"N, 4°38'35"E）面积6.56 平方千米，位于法国大東部大區马恩省，该省份为法国东北部内陆省份，北起阿登省，西北接埃纳省，西南接塞纳-马恩省，南至奥布省，东南接上马恩省，东临默兹省。
与圣康坦莱马赖接壤的市镇（或旧市镇、城区）包括：巴叙埃、尚日、库夫罗、梅尔洛、香槟地区圣吕米耶、佩尔图瓦地区维特里。

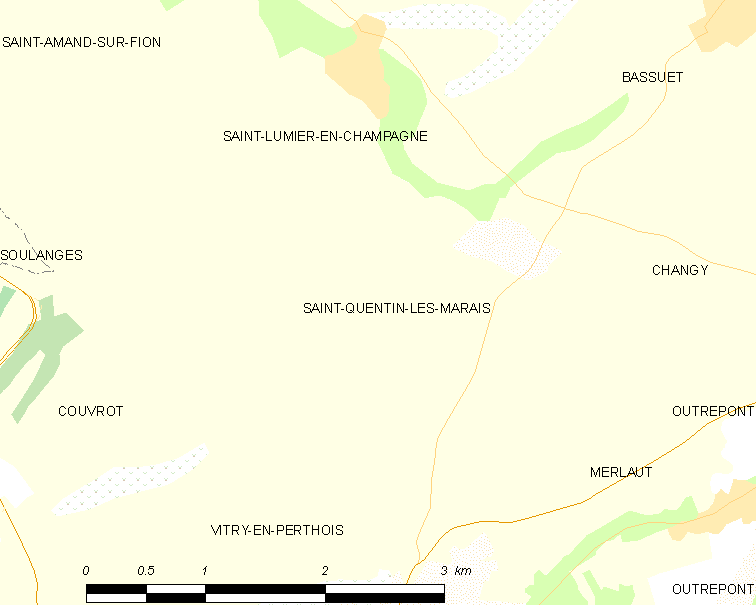
圣康坦莱马赖的OSM定位图

圣康坦莱马赖的时区为UTC+01:00、UTC+02:00（夏令时）。

## 行政
圣康坦莱马赖的邮政编码为51300，INSEE市镇编码为51510。

## 政治
圣康坦莱马赖所属的省级选区为塞迈兹莱班县。

## 人口

1962-2008年间圣康坦莱马赖人口变化图示

圣康坦莱马赖于2022年1月1日时的人口数量为118人。